# Nathalie Dambendzet
Nathalie Dambendzet (* 5. Juli 1975 in Budapest) ist eine ungarische Volleyballspielerin.

## Karriere
Nathalie Dambendzet begann 1987 mit dem Volleyball beim heimischen Verein Vasas Budapest. Seit 1996 spielt sie im europäischen Ausland bei zahlreichen Vereinen in Österreich, Frankreich, Deutschland, den Niederlanden und aktuell in der Schweiz. Die Universalspielerin wurde 2003 mit dem SSV Ulm 1846 und 2005 mit dem USC Münster jeweils Deutscher Meister und Pokalsieger. Nathalie Dambendzet spielte auch in der ungarischen Nationalmannschaft.
Nathalie Dambendzet war auch im Beachvolleyball aktiv. So nahm sie u. a. an der Beachvolleyball-Europameisterschaft 2000 teil.